# جولييتا
جوليا روسو، والمعروفة باسم جولييتا (بالإنجليزية: Giulietta)‏ هي مغنية بوب وكاتبة أغاني وراقصة ومغنية راب وعارضة أزياء أسترالية، ولدت في 12 نوفمبر 1992 في ملبورن في أستراليا.

## وصلات خارجية
- جولييتا على موقع ميوزك برينز (الإنجليزية)
- جولييتا على موقع ديسكوغز (الإنجليزية)